# ایست شور (کالیفرنیا)
ایست شور (به انگلیسی: East Shore) یک منطقهٔ مسکونی در ایالات متحده آمریکا است که در شهرستان پلوماس، کالیفرنیا واقع شده‌است. ایست شور ۳٫۰۶۴ کیلومتر مربع مساحت و ۱۵۶ نفر جمعیت دارد و ۱٬۳۷۷ متر بالاتر از سطح دریا واقع شده‌است.